# Krînîcine, Kobeleakî
Krînîcine (în ucraineană Криничне) este un sat în comuna Komendantivka din raionul Kobeleakî, regiunea Poltava, Ucraina.

## Demografie
Componența lingvistică a localității Krînîcine
     Ucraineană (97,92%)
     Rusă (1,48%)
Conform recensământului din 2001, majoritatea populației localității Krînîcine era vorbitoare de ucraineană (97,92%), existând în minoritate și vorbitori de rusă (1,48%).